# جان پلنت
جان پلنت (به انگلیسی: John Plant) بازیکن فوتبال زادهٔ ۱۸۷۰ اهل انگلستان بود که سابقهٔ بازی در تیم ملی فوتبال انگلستان را در کارنامهٔ خود دارد. وی در تاریخ ۷ آوریل ۱۹۰۰ تنها بازی ملی خود را در مقابل تیم ملی فوتبال اسکاتلند انجام داد.